# Pierres closes de Charras
Les pierres closes de Charras, connus aussi localement sous le nom de tombeaux romains, sont deux monuments mégalithiques situés à Saint-Laurent-de-la-Prée, dans le département de la Charente-Maritime en France.

## Protection
Les édifices sont classés au titre des monuments historiques en 1889.

## Description
Les mégalithes sont signalés dès 1812 par Louis-Benjamin Fleuriau de Bellevue. Jusqu'au début du XXe siècle, le site était situé dans une zone marécageuse qui a été drainée depuis.

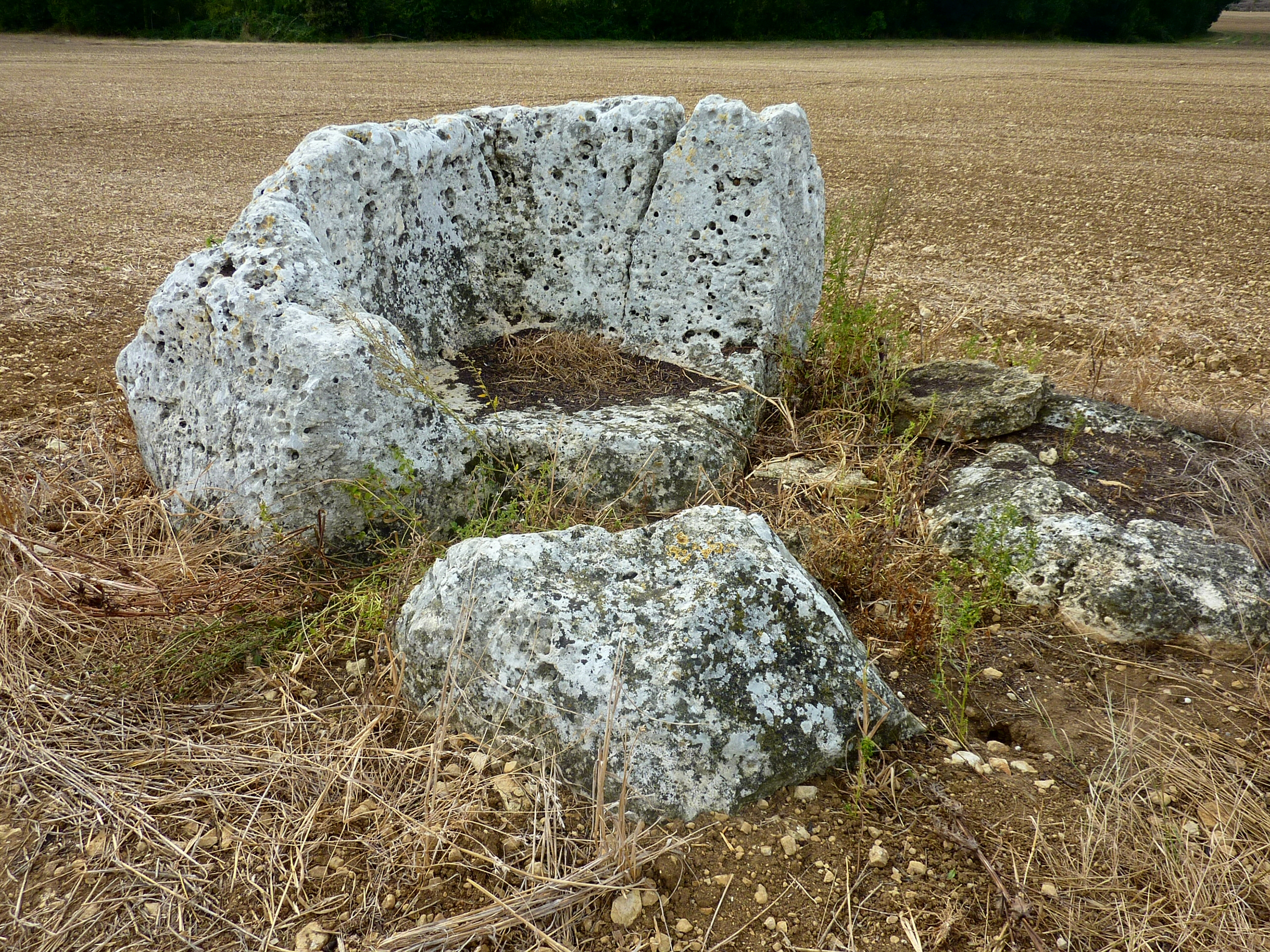
Second monument

Ce sont deux « pierres closes », type de construction très original, totalement endémique au département. Si d'aucuns considèrent que les pierres closes assurent la même fonction qu'un dolmen ou qu'un coffre funéraire, ceci n'est pas certain, pas plus que leur datation.
Le monument le mieux conservé, est constitué d'un énorme bloc de calcaire creusé en forme d'auge qui constitue la chambre sépulcrale de forme ovoïde (1,75 m de long sur 1 m de large pour 0,80 m de hauteur). L'ensemble est recouvert d'une monumentale dalle de 3,20 m de longueur pour 2,70 m de largeur et 0,60 m d'épaisseur. L'ouverture visible sur le côté du monument résulte d'un pillage ultérieur.
Le second monument est situé à moins de 200 m au nord-ouest du précédent. Il est très endommagé : l'auge est brisée sur un côté et le couvercle a disparu. L'auge mesure 2,40 m de longueur sur 1,90 m de largeur et 1,50 m de hauteur. Le couvercle, de forme triangulaire (2,80 m sur 2,30 m et 0,30 m d'épaisseur) aurait été transporté dans une ferme voisine.